# Marcus Popillius Laenas (Konsul 139 v. Chr.)
Marcus Popillius Laenas war ein römischer Politiker um die Mitte des 2. Jahrhunderts v. Chr.
Er war Sohn des gleichnamigen Konsuls des Jahres 173 v. Chr. Von seiner frühen Karriere ist wenig bekannt: 154 v. Chr. war er Gesandter in Ligurien, um Vorwürfe der Massalioten zu untersuchen. 146 v. Chr. gehörte er der Gesandtschaft nach Korinth an, die von der aufgeputschten Menge verjagt wurde, was zur Entsendung des Lucius Mummius und letztendlich zur Zerstörung Korinths führte.
Im Jahr 139 v. Chr. wurde Popillius zum Konsul gewählt und erhielt als provincia Hispania citerior, wo er auch im Folgejahr als Prokonsul blieb. Sein Vorgänger im Kommando, Quintus Pompeius, hatte mit den Einwohnern von Numantia einen Vertrag geschlossen, der auf eine bedingungslose Kapitulation (deditio) hinauslief, was er den Numantinern aber verschwiegen hatte. Als nun Popillius die Auslieferung der Waffen forderte, weigerten sie sich und schickten eine Gesandtschaft nach Rom. Bis zur Klärung der Umstände vor dem Senat blieb Popillius untätig. Nachdem der Senat entschieden hatte, den Krieg fortzuführen, unternahm er einen Sturmangriff auf die Mauern Numantias. Dabei geriet das römische Heer in einen Hinterhalt und wurde empfindlich geschlagen. 137 v. Chr. wurde er von Gaius Hostilius Mancinus abgelöst. Wegen dieser Niederlage wurde er von dem Dichter Gaius Lucilius verspottet. Über sein weiteres Leben ist nichts bekannt.